# Pfarrhaus Marlow

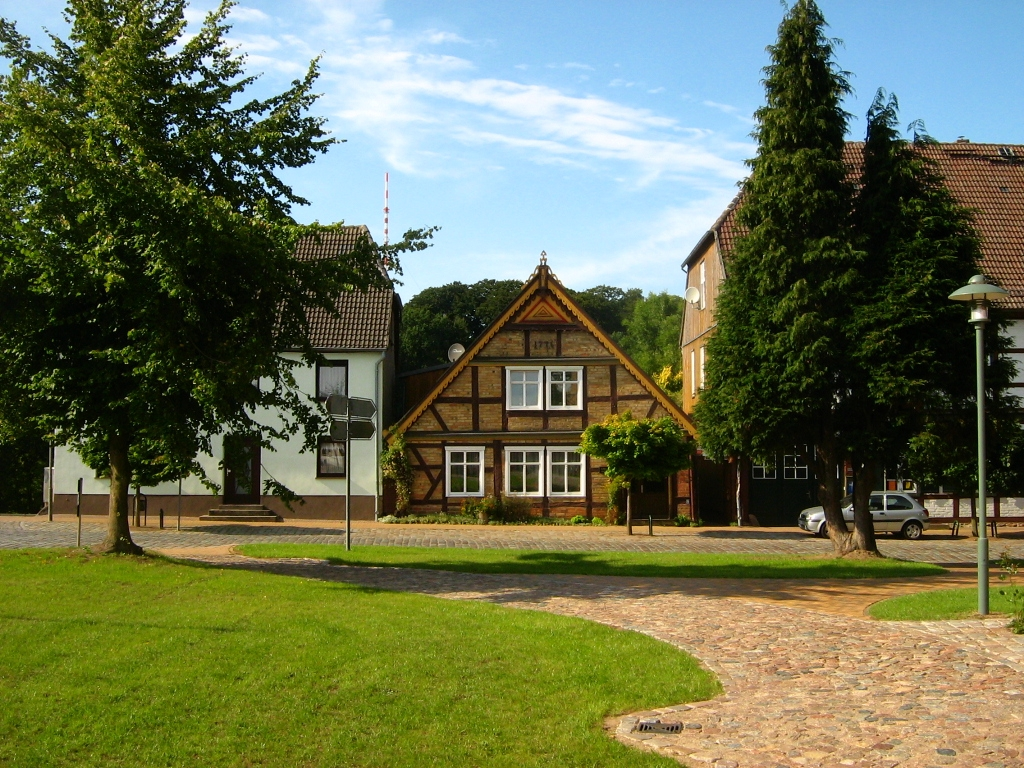
Pfarrhaus: rechts verdeckt

Das Pfarrhaus Marlow des evangelisch-lutherischen Pfarramtes in Marlow (Landkreis Vorpommern-Rügen), Bei der Kirche 9, neben der Stadtkirche, wurde 1822 gebaut.
Das Gebäude steht unter Denkmalschutz.

## Geschichte
Das zweigeschossige klassizistische Fachwerkhaus mit den verputzten Ausfachungen, dem Krüppelwalmdach und der großen rundbögigen Tordurchfahrt stammt von 1822.
Das Haus wurde 1976 und 1995 sowie die Fassade mit Hilfe der Städtebauförderung 2000 saniert. Genutzt wird das Haus durch die Kirchgemeinde und die Pastorenwohnung.
Die Tordurchfahrt diente zur Versorgung der früheren, dahinter stehenden Scheunen für den damaligen landwirtschaftlichen Betrieb des Pfarramtes. Links neben dem Pfarrhaus steht das ebenfalls denkmalgeschützte ehemalige Küsterhaus von 1776.